# Tom Wilkens
Tom Wilkens, né le 25 novembre 1975 à Middletown (New Jersey), est un nageur américain.

## Biographie
Aux Jeux olympiques d'été de 2000 à Sydney, il remporte la médaille de bronze dans l'épreuve du 200 m 4 nages.